# Fulvio Wetzl
Fulvio Wetzl (Padova, 12 marzo 1953) è un regista, produttore cinematografico, sceneggiatore e montatore italiano.

## Biografia

### I primi anni
Dopo aver seguito studi universitari di Architettura alla Sapienza di Roma, aver frequentato la scuola di cinema Gioventù italiana di Roma per direttori della fotografia, e aver attivato numerose associazioni cineclubbistiche (curatore della programmazione del Cineclub Tevere di via Pompeo Magno, fondatore e direttore dal 1977 al 1979 de L'Officina Film Club, socio fondatore del cineclub Montesacro Alto nel 1976), gira due cortometraggi L'amore è un salto di qualità (1977) con Daniele Formica e Cristina Ruiz e Guardarsi nello specchio degli altri (1978) con Donatella Massimilla, Premio Filmmaker (Milano 1982).

### La produzione Nuova Dimensione
Nel 1983 rileva la società Nuova Dimensione; coadiuvato dalla produttrice Gabriella Rebeggiani, produce il suo primo lungometraggio Rorret. Il film, un horror atipico in cui si cercano di analizzare i meccanismi della paura stessa, viene presentato al Forum del Festival di Berlino 1988 e in quell'occasione venduto alla New Yorker Films di Dan Talbot, che l'anno successivo lo farà uscire sul mercato americano. Il film partecipa a diversi festival come i Rencontres du Cinéma Italien di Annecy.
L'anno successivo Wetzl sempre con Gabriella Rebeggiani, produce Novecento secondi di Teo De Luigi, docudrama prodotto dalla Regione Emilia-Romagna, con Stefano Bicocchi (in arte Vito) e Raffaella Baracchi (miss Italia 1983). Sempre nel 1989 produce anche La sposa di San Paolo di Gabriella Rosaleva, da una storia della scrittrice leccese Rina Durante, Viaggio a Galatina (sulla scorta degli scritti di Ernesto De Martino in Sud e magìa), che narra le vicende, ambientate nel seicento, di una tarantolata e del suo viaggio per liberarsi degli effetti del morso della tarantola. Il film, interpretato da Francesca Prandi e Lou Castel, rappresenta l'Italia in concorso al festival di Locarno 1989.
Nel 1992 la Nuova Dimensione coproduce il secondo lungometraggio di Wetzl, Quattro figli unici, la cui sceneggiatura era stata segnalata al Premio Solinas nel 1989, commedia agrodolce sugli effetti stranianti delle nuove tecnologie su una anomala famiglia allargata, che sarà presentato a vari festival internazionali come il Festival di Venezia (sezione Panorama Italiano 1992) e tra gli altri, ai Rencontres du Cinéma italien di Annecy (Annecy cinéma italien, premio del pubblico e Menzione speciale della giuria - 1992).

### Gli anni novanta, in Toscana
Nel 1994 Wetzl vince il concorso di sceneggiatura indetto dallo Stato, con Prima la musica, poi le parole, che nel 1998 diventa un film  , che ha partecipato a 35 festival tra nazionali e internazionali (i più importanti a Il Cairo, Shanghai, Toronto, Mosca, Annecy, Bruxelles, Giffoni, Bellinzona, Messina, San Diego, New York, San Francisco) vincendo sette premi. È poi uscito nel circuito italiano riscuotendo unanime apprezzamento dalla critica e buon successo di pubblico.
Oltre al cinema realizzato, Wetzl, negli anni novanta, trasferitosi in Toscana, fonda e dirige per cinque edizioni il festival Arezzo, cittadella del Cinema Indipendente, il festival Misericordia, c'è Benigni! a Castiglion Fiorentino, da cui scaturisce la biografia Benigni Roberto, di Luigi fu Remigio uscita nel 1996 edita da Leonardo Arte Mondadori e scrive il suo primo romanzo, edito da Excogita, Ci troviamo a Timişoara (2001).

### I documentari politici con la Fondazione Cinema nel Presente
Nei primi anni 2000 Fulvio Wetzl viene a far parte dell'Associazione Onlus Cinema nel presente composta da 30 registi italiani, capitanati da Francesco Maselli e il produttore Mauro Berardi, tra cui Mario Monicelli, Ettore Scola, Franco Giraldi, Gillo Pontecorvo, Ricky Tognazzi, Wilma Labate, che produce in un breve volgere di anni 13 documentari, tra collettivi ed individuali (Un altro mondo è possibile titolo originale: Un mondo diverso è possibile), Genova per noi, Porto Alegre, Sem Terra di Pasquale Scimeca, Carlo Giuliani, ragazzo di Francesca Comencini, Faces - Facce e Fame di diritti di Wetzl e Francesco Tanzi, La primavera del 2002, Lettere dalla Palestina, Il cielo sopra Bagdad di Pasquale Scialotti e Mario Balsamo, Firenze, il nostro domani, Le donne di San Giuliano di Salvatore Maira). 
Contemporaneamente è docente di regia alla scuola Anna Magnani di Prato, con cui realizza insieme agli allievi i cortometraggi collettivi Totale assenza di segnale, L'età facile, Binario 5, ore 11, Rapide fughe. Sempre prodotto dalla scuola Anna Magnani e dal teatro Metastasio di Prato, nel 2002 Wetzl realizza Aida delle marionette, un mediometraggio sullo spettacolo Aida messo in scena dalla più importante compagnia italiana di marionettisti, la Carlo Colla & Figli, al Metastasio, con l'uso di 250 marionette. Nel 2003 vince alla prima edizione del Busto Arsizio Film Festival, il Premio Bianchi Cuscinetti, come migliore sceneggiatura innovativa, con Ognuno ha un sogno.

### I documentari d'arte
Nel 2003, trasferitosi a Napoli, cura per tre anni la regia della soap opera Un posto al sole. Conosce l'attrice Valeria Vaiano con cui dà vita alla società Vave, e con cui produrrà in sei anni svariati film, mediometraggi e lungometraggi, tra cui Non voltarmi le spalle (2006), Mineurs (2007),, Libera nos a malo (2008) e Vultour, le tracce del sacro - Territorio ed identità (2008).
Si è trasferito a Bologna nel 2010 e con la sua nuova casa di produzione W&B ha realizzato il film lungometraggio documentario Prima la trama, poi il fondo, con la co-regia di Laura Bagnoli, figlia del grande illustratore Enrico Bagnoli, incentrato sulla pittrice milanese di origine austriaca Renata Pfeiffer. 
Nel 2015 realizza, in coregìa con Laura Bagnoli e Danny Biancardi, il lungometraggio documentario Rubando bellezza, sull'universo poetico della famiglia Bertolucci, partendo da Attilio Bertolucci ai due figli registi, Bernardo e Giuseppe Bertolucci. Il docufilm è stato insignito della Menzione Speciale ai Nastri d'argento Documentari.
Nel 2016 si trasferisce a La Spezia dove inizia una proficua collaborazione con il Centro d'Arte Moderna e Contemporanea, realizzando il mediometraggio Dal disegno al segno, e, in collaborazione con il Conservatorio Giacomo Puccini, il documentario Prima il segno, poi il suono. Seguono Tourcato, artfilm sull'artista italiano Giulio Turcato (2017), Walter Valentini - la geometria, le fratture, film-intervista con l'artista marchigiano (2017). 
Nel 2018 realizza il nuovo artfilm A matita? Omar Galliani, sull'artista reggiano Omar Galliani.

Sempre nel 2018 inizia la collaborazione con il Conservatorio Giacomo Puccini della Spezia dove tiene il corso teorico-pratico di musica nel cinema Musica&Cinema, giunto al secondo anno.
Nel 2020 realizza un nuovo artfilm Per Elisa Corsini scultrice, sull'artista spezzina e Small Size - Piccoli formati un progetto partito da Andrea Nicoli che vede partecipi Il Conservatorio e il CAMeC, in un nuovo connubio musicale e artistico.

## Filmografia

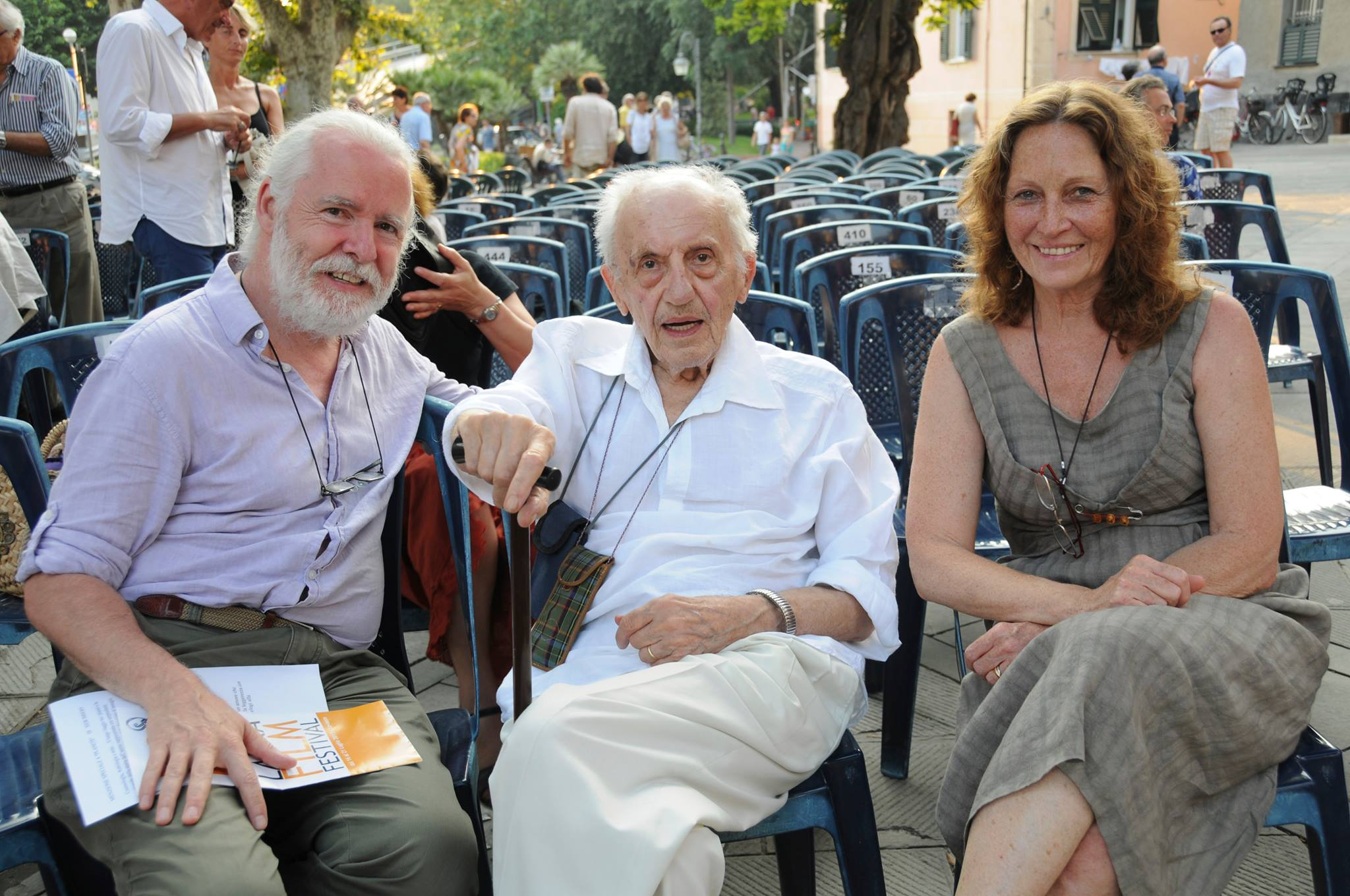
Fulvio Wetzl con Laura Bagnoli e Morando Morandini al 10° Laura Film Festival 2013 di Levanto

- L'amore è un salto di qualità (cortometraggio, 1977)
- Guardarsi nello specchio degli altri (cortometraggio, 1978)
- The Journey of the Bull (1978)
- Crime Cross (cortometraggio, 1980)
- Rorret (1988)
- Quattro figli unici (1992)
- Prima la musica, poi le parole (1999)
- Un altro mondo è possibile (coregia - documentario, 2001)
- Faces - Facce (coregia con Francesco Tanzi - documentario,2001)[23]
- La primavera del 2002 (coregia - documentario, 2002)
- Fame di diritti (coregia con Francesco Tanzi - documentario, 2002)
- Lettere dalla Palestina (coregia, 2002)
- Aida delle marionette (documentario, 2003)
- Firenze, il nostro domani (coregia - documentario, 2003)
- Darsi alla macchia (mediometraggio, 2003)
- 1806, dalla terra alla città (mediometraggio, 2005)
- Scolari (mediometraggio, 2006)[24]
- Non voltarmi le spalle (2006)[25]
- Mineurs (2007)
- ... Il catalogo è questo (documentario, 2008)[26]
- Vultour, Le tracce del sacro - Territorio e identità (documentario, 2008)
- Libera nos a malo (documentario, 2008)
- SatieStella (coregia con Laura Bagnoli - cortometraggio, 2011)
- Prima la trama, poi il fondo (coregia con Laura Bagnoli - documentario, 2013)
- Chi scende, chi sale (coregia con Laura Bagnoli - cortometraggio, 2014)
- Rubando bellezza (coregia con Danny Biancardi e Laura Bagnoli - lungometraggio documentario, 2016)[27][28]
- Dal disegno, al segno (mediometraggio documentario, 2016)
- Prima il segno, poi il suono (lungometraggio documentario, 2016)
- 1966-2016 - Il Gruppo 63 alla Spezia (documentario, 2017)
- Tourcato (2017)
- Dadaperformance (cortometraggio, 2017)
- L'arte dell'emozione (cortometraggio, 2017)
- Walter Valentini - La geometria, le fratture (2017)
- Futurista sul Golfo (cortometraggio, 2017)
- A matita? Omar Galliani (2017)
- Per Elisa Corsini Scultrice (2020)
- Small Size - Piccoli formati (documentario, 2020)
- Spezia & Girasoli (2021)
- In viaggio con Montale - 25 anni di Premio Montale fuori di casa (2022)

## Riconoscimenti
Guardarsi nello specchio degli altri
- Premio miglior cortometraggio a "Festival Filmmaker Milano" 1982

Rorret
- Prix CICAE ad Annecy cinéma italien 1988
- Premio migliore opera prima al Festival di Salerno 1988
- Premio migliore protagonista a Lou Castel al Festival di Salerno 1988

Quattro figli unici
- Segnalazione alla sceneggiatura, con il titolo Quattro cantoni 1989 al Premio Solinas[29]
- Menzione della giuria ad Annecy cinéma italien 1992
- Premio del pubblico ad Annecy cinéma italien 1992

Prima la musica, poi le parole
- Premio Città di Milano 1992 attribuito da Ledha – Lega per i diritti delle persone con disabilità per la miglior sceneggiatura sul tema dell'handicap con il titolo provvisorio Sintax Error [30]
- Premio art.8 1994 del Ministero dei Beni Culturali per la miglior sceneggiatura italiana[31]
- Castello d'argento 1998 a Festival internazionale del cinema giovane Castellinaria di Bellinzona[32]
- Chaplin d'oro 1998 a Festival internazionale del cinema giovane Castellinaria di Bellinzona[32]
- Grifone di bronzo 1999 al Giffoni Film Festival
- Premio speciale della Giuria al Messina Film Festival 1999
- Premio del pubblico a Cantiere Italia 2000
- Cinema Miracolo - Festival du Cinéma Italien de Paris 2006 - secondo classificato [33]

Rubando bellezza
- Menzione speciale ai Nastri d'argento Doc 2017[34] Sezione Documentari Cinema e Spettacolo

Ognuno ha un sogno
- Premio Bianchi Cuscinetti per la miglior sceneggiatura innovativa al 1° Busto Arsizio Film Festival 2003[35]

Spezia & Girasoli
- Progetto selezionato dalla Comunità Europea per 2018 – Anno Europeo del Patrimonio Culturale[36]
- Premio Montale fuori di casa 2020 per la sceneggiatura[37]